# Породична кућа Диван Георга
Породична кућа Дивана Георга се налази у Падеју, насељеном месту на територији општине Чока, изграђена је крајем 19. века у неоромантичарском стилу.
Зграда је била породична кућа тамошњег спахије Диван Георга. Грађевина је скоро квадратне, компактне основе са карактеристичним угаоним кулама. На средишњем делу главне фасаде налази се плитак централни ризалит који се у висини крова завршава троугаоном атиком у којој је централно постављен окулус. Романтичарској идеји спахијског пољског дворца доприносе масивност зграде, четвороводно кровиште са украсним баџама и шиљци којима се куле завршавају.
Данас се у кући налазе месна канцеларија и евидентирана је као културно добро.